# CES 1985
CES 1985 – targi Consumer Electronics Show, które odbyły się w 1985.

## Targi zimowe
W styczniu 1985 odbyły się targi zimowe. Atari pod przewodnictwem Polaka – Jacka Trzmiela zaprezentowało nowe 8 bitowe komputery – serię 65XE. Komputery były następcą poprzednich modeli Atari(dlatego też Atari 65XE początkowo nosił oznaczenie Atari 900XLF). Z założenia komputer miał być w 100% zgodny z poprzednimi(w przypadku braku zgodności używano najpierw dyskietki zwanej "Tłumaczem" ("TRANSLATOR").
Główny komputer z tej serii – Atari 65XE miał mieć cenę poniżej $120. Pozostałe komputery z tej serii to m.in. niezwykle rzadki(istnieje prawdopodobnie tylko jeden niekompletny prototyp) – Atari 65 XEP.
Miał to być komputer przenośny, w formie sporej walizki z wbudowanym monitorem kineskopowym i stacją dyskietek. Innym zaprezentowanym prototypem, który nie wszedł do masowej produkcji było Atari 65XEM. Zawierał on nowy układ muzyczny – polifoniczny AMY(AMIE), który według recenzentów jednego z czasopism przewyższał SIDa.